# Клинышков, Александр Семёнович
Александр Семёнович Клинышков (14 марта 1929 года, с. Исаково, Похвистневский район, Куйбышевская область — 30 мая 2003 года, Омск) — доктор технических наук, профессор, лауреат Государственной премии СССР в области науки и техники.

## Биография
Родился 14 марта 1929 года в с. Исаково Похвистневского района Куйбышевской области.
Окончил факультет самолётостроения Куйбышевского авиационного института (1953). Первое время работал технологом на Омском заводе № 166.
В 1954—1969 в Омском филиале КБ «Южное» Госкомитета по оборонной технике: начальник конструкторской бригады (1954—1958), зам. начальника серийно-конструкторского отдела (1958—1960), зам. гл. конструктора (1960—1969).
В 1969—1974 зам. главного конструктора КБ Омского авиационного завода.
Начальник и главный конструктор КБ ПО «Полет» (1974—1976), зам. гендиректора — главный конструктор ПО «Полет» (1976—1991), начальник КБ ПО «Полет» (1991—1992).
Заведующий кафедрой «Производство летательных аппаратов» (с 1989), декан аэрокосмического факультета ОмГТУ (1994—1999).
Руководитель разработки ракетных комплексов для проведения отработочных испытаний специзделий и лётных испытаний образцов многоразовой космической системы «Буран» (1968—1990), руководитель разработки ракетного комплекса для проведения международной программы высотного зондирования атмосферы (1973—1983), руководитель разработки космического аппарата «Космос-1383» (1980), автор инженерных разработок по созданию космических связных аппаратов.
Доктор технических наук (1988), профессор (1991), лауреат Государственной премии СССР в области науки и техники.
Награждён двумя орденами Трудового Красного Знамени (1961, 1974), орденом «Знак Почёта» (1971), медалью «За трудовое отличие» (1957), золотой медалью ВДНХ (1979).
Умер 30 мая 2003 года в Омске.
Похоронен на Старо-Восточном кладбище Омска.